# 稻葉山城之戰
稻葉山城之戰是1567年（永祿10年）織田氏攻擊美濃國齋藤氏的戰爭，廣泛來說是從1561年（永祿4年）的森部之戰起始的一連串攻防戰，最後以織田信長的勝利告終，歷經六年後攻破齋藤軍，進佔美濃國，包含森部之戰、十四條之戰、新加納之戰以及宇留摩、猿喰、加治田、堂洞各處城池的攻防戰。

## 背景
在織田信長在1560年（永祿3年）至1561年（永祿4年）的桶狹間之役擊殺今川義元並和叛出今川家的德川家康締結清州同盟後，順利解除南邊的威脅。加上早在1556年（弘治2年）齋藤氏父子相爭的長良川之戰中，親善織田家的老當主齋藤道三被其子齋藤義龍所弒，齋藤義龍更曾勾結織田信長之兄織田信廣、岩倉城主織田信安意圖推翻信長攻入尾張國，導致雙方交惡，因此在解除南邊威脅而義龍又在1561年（永祿4年）五月病故後，織田信長便趁著齋藤龍興少主新立的時機發兵攻打美濃國。為避免其他勢力介入，織田信長在外交上與武田信玄、淺井長政接連締結盟約並聯婚，也將姑母嫁給東美濃的岩村遠山氏。

## 美濃攻略

### 森部之戰
1561年（永祿4年）6月25日，在齋藤義龍於6月23日病故後，織田信長率兵1500渡過木曾川、飛驒川，攻打西美濃，在14日和齋藤方冒豪雨進軍至墨俣的長井衛安、日比野清實統率的6000齋藤軍交戰。雖在織田方人數屈居劣勢，但織田信長卻趁著敵軍在渡河穿越楡俣川實發起攻擊，由柴田勝家、森可成擔任先鋒擊潰齋藤軍，討取一百七十人，兩名主將長井衛安、日比野清實雙雙戰死，織田信長更派遣家臣伊木忠次在美濃境內建築伊木山城作為進一步攻打美濃的橋頭堡。

### 十四條之戰
在織田信長於森部之戰獲勝後，持續進軍墨俣，在當地興建城池，並交由木下秀吉擔任城將，為保全領地，齋藤龍興在永祿五年親自出陣，領兵到十四條、輕海和織田軍交戰，齋藤龍興先是趁著大雨後河川氾濫的時刻強行軍過河攻破織田方的十九條城，齋藤家臣野野村正成討取城主織田廣良，隨後在輕海與南下馳援十九條城的織田軍激戰，齋藤龍興以真木村牛介為先鋒夜襲織田軍，使織田軍一度敗退，但織田信長收攏敗軍後也迅速展開反擊，池田恆興和佐佐成政襲殺齋藤家臣稻葉又右衛門，在混戰中織田軍漸佔上風，齋藤龍興敗回稻葉山城，而織田信長也在鞏固取下墨俣城的戰果後收兵回尾張。

### 新加納之戰
1563年（永祿6年），織田信長為攻略美濃將根據地遷移到北尾張的小牧山城，且在當年發兵五千攻擊美濃，但在新加納迎戰來援的齋藤軍時，落入齋藤家臣竹中半兵衛的計策，被齋藤軍埋伏擊敗（此戰實像不明），在續本朝通鑑中設伏著者乃日根野弘就，但混戰之後被織田軍擊退，但織田軍也未繼續進攻，撤軍返回尾張。而福束城主市橋長利、駒野城主高木貞久、多藝城主丸毛長照也在當年投降織田家，

### 竹中叛變
1564年（永祿7年）2月，齋藤家臣竹中半兵衛因不滿當主齋藤龍興，聯合岳父安藤守就，以在城中擔任人質的弟弟竹中重矩為内應，用探病為理由率17人進城後，趁夜造反奪下稻葉山城，齋藤龍興逃往鵜飼山城、祐向山城。事後，織田信長曾嘗試引誘竹中半兵衛投降，被拒。半年後，竹中半兵衛棄城離開，投往北近江淺井氏，齋藤龍興在美濃的權威遭受嚴重動搖。

### 宇留摩、猿喰城之戰
1565年（永祿8年）7月，織田信長發兵東美濃，襲擊和小牧山城僅有一河之隔的宇留摩城（又稱鵜沼城）和猿喰城，在兩城約十至十五町外的伊木山上建城，壓迫兩城。而在織田家臣羽柴秀吉的遊說下，有著「鵜沼之虎」勇名的宇留摩城主大澤次郎左衛門投降織田家，猿喰城因建在木曾川沿岸的高山上，地勢易守難攻，織田家臣丹羽長秀銜命攻城，反過來利用城池地利切斷城內用水，使城主多治見修理力盡開城。位於猿喰城北邊三里的加治田城主佐藤忠能父子旋即在當年八月接受羽柴秀吉的勸說投降織田家，米田城主肥田忠政亦同時投降織田信長。

### 堂洞城之戰
9月，在織田軍連續拿下三座城池後，齋藤龍興也力圖反攻，派遣岸信周駐紮於堂洞城和敗出猿喰城的多治見修理會合，岸信周也殺死佐藤忠能作為人質交給齋藤家的女兒八重綠。織田信長在派遣金森長近勸說岸信周投降不果後，搶先率領援軍迎擊齋藤家的軍隊，在28日聯合新降的加治田城主佐藤忠能攻擊堂洞城，織田軍用松明投向城中，火燒二丸。並在黃昏之際，河尻秀隆、森可成順利突入本丸，丹羽長秀的部隊隨之發動突襲，在入夜後把城池攻下，城將岸信周自盡。

### 關城之戰
29日，聽聞堂洞城失陷的齋藤龍興領軍出動，和長井道利在關城合流，人數達到3000，全力突襲正在進行首級檢視的織田信長。同時，織田信長由於讓手下各自帶領兵馬分散固守新佔的美濃城池，人數僅餘7、800，因此面對人數佔優的齋藤軍，織田信長選擇全力突圍，認敗後撤。齋藤軍進而威脅到加治田城，但隨後在投降織田家的龍興叔父齋藤長龍奮戰下，不但在守城戰中擊潰齋藤軍，織田軍緊接著反守為攻，以齋藤長龍和佐藤忠能兩軍為先鋒攻佔關城。

### 河野島之戰
1566年（永祿9年）4月，足利義昭出面調停織田信長與齋藤龍興和睦，但織田信長很快便打破和議，於8月出兵美濃國各務野，兩造在木曾川附近形成一進一退的僵持局面，最後因大雨導致河水暴漲，織田軍慘被沒頂，齋藤軍趁機攻打獲得勝利。但松倉城的坪內利定卻叛出了齋藤家，投向織田信長。

### 稻葉山城之戰
1567年（永祿10年）8月，織田信長順利策反齋藤重臣西美濃三人眾（稻葉良通、氏家直元及安藤守就），在派遣村井貞勝、島田秀順確定收下人質後，對外謊稱要南下三河，卻忽然一鼓作氣發兵北上進攻美濃，攻及稻葉山城城池南方的瑞龍山城，因為事出突然城兵無力抵抗，遭織田軍攻陷並焚燬城池，調派手下兵馬入城下町放火，燒去部分齋藤家的防衛措施，最後聯合西美濃三人眾把稻葉山城重重圍困，齋藤龍興不敵開城，被信長放逐到伊勢長島。信長公記對此戰爭的描述非常簡短，看來織田信長花了不長的時間就把稻葉山城攻克。

## 戰後
織田信長在攻下稻葉山城後，其他美濃大小豪族與家臣如不破光治、遠藤慶隆、武井夕庵、野野村正成、西尾光教等相繼投效織田家，使信長完全佔領美濃國，並由澤彥和尚重新取名，以古代中國周文王發於岐山的典故，把城名改為「岐阜」，作為織田家新的本據沿用到1576年（天正4年）安土城竣工時。
織田信長打敗了齋藤龍興，念在岳父齋藤道三對自己的賞識，對被俘虜的龍興調侃了一番：「嗯？這不是龍興本人吧？他本人作為入道大人的孫子，應該是智勇雙全的，這根本是冒牌貨，把他放了吧，我的刀是不殺冒牌貨的。」然後就把龍興放逐了。其實大家都知道，信長早已看穿龍興的庸碌無能。
齋藤龍興被織田信長放逐後，輾轉流亡於伊勢長島、近畿三好家、越前朝倉家，積極出力於打倒織田家，曾參與本圀寺之變、野田城・福島城之戰，最後在刀根坂之戰陣亡，終其一生未能恢復齋藤家的領地。